# Fluorinert
Fluorinert (3M) und  Flutec (F2 Chemicals in Preston) sind Markennamen für inerte, dielektrische Flüssigkeiten mit hoher Dichte. Sie sind gute Wärmeträger und werden deshalb unter anderem als Kältemittel verwendet. Weitere Einsatzgebiete sind Einbrenntests in der Elektronik sowie für Dichtigkeitstests. Wegen ihrer guten Adsorptionsfähigkeit von Sauerstoff sind sie prinzipiell auch für Flüssigkeitsatmung geeignet. Die perfluorierten Verbindungen werden nach dem Fowler-Prozess hergestellt.
Als Kältemittel werden sie beispielsweise im Radargerät der F-16, den elektrischen Antrieben von Hochgeschwindigkeitszügen wie dem ICE oder dem TGV (rund 3000 l) eingesetzt. Auch der Supercomputer Cray-2 wurde mit einem Fluorinert gekühlt.

## 3MFluorinert
| Nummer  | Chem. Bezeichnung                       | CAS          | Stockpunkt | Siedepunkt | Dichte |
| ------- | --------------------------------------- | ------------ | ---------- | ---------- | ------ |
| FC-3284 | Perfluor(N-methylmorpholin)             | 382-28-5     | −73        | 50         | 1,71   |
| FC-40   | Bis(nonafluorbutyl)(trifluormethyl)amin | 51142-49-5   | −57        | 155        | 1,85   |
| FC-43   | Perfluortributylamin                    | 311-89-7     | −50        | 174        | 1,86   |
| FC-70   | Perfluortripentylamin                   | 338-84-1     | –25        | 215        | 1,94   |
| FC-72   | Perfluorhexan                           | 355-42-0     | −90        | 56         | 1,68   |
| FC-75   | Perfluor(2-butyltetrahydrofuran)        | 335-36-4     | –88        | 102        | 1,77   |
| FC-77   | Perfluorcycloether                      | 52623-00-4   | −95        | 97         | 1,78   |
| FC-770  | Perfluor(N-propan-2-ylmorpholin)        | 1093615-61-2 | −127       | 95         | 1,79   |
| FC-84   | Perfluorheptan                          | 335-57-9     | −95        | 80         | 1,73   |

## F2 ChemicalsFlutec
| Nummer        | Chem. Bezeichnung                   | CAS        | Schmelzpunkt | Siedepunkt | Dichte                |
| ------------- | ----------------------------------- | ---------- | ------------ | ---------- | --------------------- |
| PP1 (= FC-72) | Perfluorhexan                       | 355-42-0   | −90          | 56         | 1,669                 |
| PP2           | Perfluor(methylcyclohexan)          | 355-02-2   | −37          | 76         | 1,788                 |
| PP3           | Perfluor(1,3-dimethylcyclohexan)    | 335-27-3   | −70          | 102        | 1,828                 |
| PP4           | Perfluor(1,3,5-trimethylcyclohexan) | 374-76-5   | −68          | 127,4      | 1,888                 |
| PP6           | Perfluordecalin                     | 306-94-5   | −7           | 140        | 1,9456                |
| PP9           | Perfluor(methyldecalin)             | 51294-16-7 | −70          | 160        | 1,972                 |
| PP10          | Perfluorperhydrofluoren             | 307-08-4   | −70          | 194        | 1,984                 |
| PP11          | Perfluorperhydrophenanthren         | 306-91-2   | −31          | 215        | 2,03                  |
| PP30          | Octafluorpropan                     | 76-19-7    | −183         | −36,7      | 1,601 (am Siedepunkt) |